# Antônio Pompeu de Sousa Brasil
Antônio Pompeu de Sousa Brasil (Fortaleza, 29 de março de 1851 — 26 de janeiro de 1886) foi médico, empresário, escritor e político brasileiro. É o patrono da cadeira nº 6 da Academia Cearense de Letras.

## Biografia
Nasceu em Fortaleza, na então província do Ceará, sendo filho de Tomás Pompeu de Sousa Brasil e de Felismina Carolina Filgueiras. Eram seus irmãos Maria Teresa de Sousa Accioli, esposa de Nogueira Accioli, Tomás Pompeu de Sousa Brasil Filho e Hildebrando Pompeu de Sousa Brasil. Pelo lado paterno, era também primo-irmão de Joaquim Catunda e primo-sobrinho do padre Gonçalo Mororó.
Formou-se pela Faculdade de Medicina do Rio de Janeiro. Preferiu, no entanto, levado por seus pendores para os assuntos industriais, dedicar-se inteiramente à montagem e direção de uma fábrica de tecidos. A primeira fábrica têxtil fundada no Ceará em 1882, localizou-se entre as atuais Rua Princesa Isabel e Avenida Tristão Gonçalves, na cidade de Fortaleza, e inicialmente teve a denominação de “Fábrica de Fiação e Tecidos Cearense”. Começou a funcionar de forma efetiva em 24 de novembro de 1883; contudo, sua idealização por Tomás Pompeu, sócio majoritário, remonta a 1881.
Elegeu-se deputado à Assembleia Provincial do Ceará para o biênio de 1880-1881.
Morreu prematuramente, aos 34 anos, vítima de um aneurisma da aorta. Assumiu a direção de sua fábrica o cunhado Nogueira Accioli. Trinta e três anos depois, ela se fundiria com a fábrica fundada por seu irmão Tomás.
De seu consórcio com Ambrosina Pompeu de Sousa Brasil (Alves Pequeno em solteira), nasceu o intelectual Thomaz Pompeu Sobrinho e Antônio Pompeu de Sousa Brasil Filho, pelo qual, era avô de Pompeu de Sousa, jornalista e senador pelo Distrito Federal, e bisavô da jornalista e apresentadora Sônia Pompeu.